# Molophilus (Molophilus) taylorinus
Molophilus (Molophilus) taylorinus is een tweevleugelige uit de familie steltmuggen (Limoniidae). De soort komt voor in het Australaziatisch gebied.